# Avenue Faidherbe
L'avenue Faidherbe est une voie de communication située à Asnières-sur-Seine.

## Situation et accès
Cette avenue, qui suit le tracé de la route nationale 309a, commence au carrefour de la rue des Bourguignons et de la rue Chanzy.
Elle rencontre successivement, entre autres, l'avenue Jeanne, l'avenue Dianoux, la villa Faidherbe, l'avenue des Cerisiers, la rue du Rocher, la rue de Lorraine et la rue du Tintoret.
Elle se termine au carrefour de l'avenue Chevreul et de la rue de Bois-Colombes qui mène au pont des Quinze-Perches). Elle est prolongée par l'avenue de l'Europe qui s'appelait rue Faidherbe jusqu'en 2002.

## Origine du nom
La rue porte le nom de Louis Faidherbe (1818-1889), militaire français et gouverneur du Sénégal.

## Bâtiments remarquables et lieux de mémoire
- Square Gilbert-Thomain
- Église Saint-Marc des Bruyères d’Asnières-sur-Seine
- Aux no 2 et 4, un ensemble immobilier de trois maisons édifiées au début XIXe siècle[2].